# Schinus molle
Schinus molle, conocido como anacahuita (no debe confundirse con Cordia boissieri, de igual nombre común), falso pimentero, gualeguay, pirul, molle o aguaribay es un árbol leñoso de hojas perennes perteneciente a la familia Anacardiaceae, una de las 15 especies diferentes del género Schinus. Originaria de los Andes Centrales, es una de las especies más abundantes de Schinus en las Américas con amplia distribución en zonas subtropicales y tropicales de Sudamérica, y asilvestrada, y en ocasiones invasiva, en México, Estados Unidos, África y Australia.

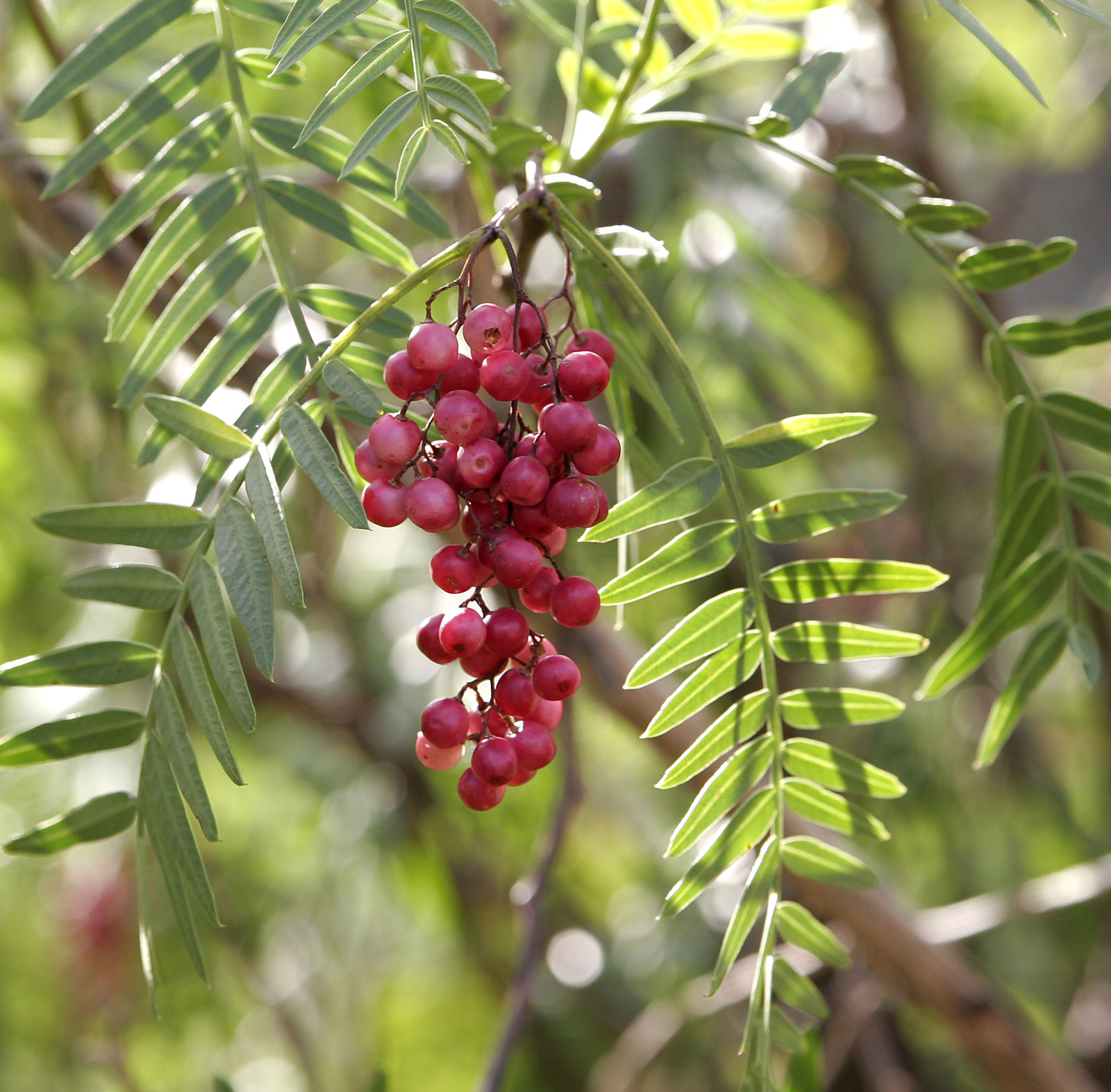
Sus frutos.

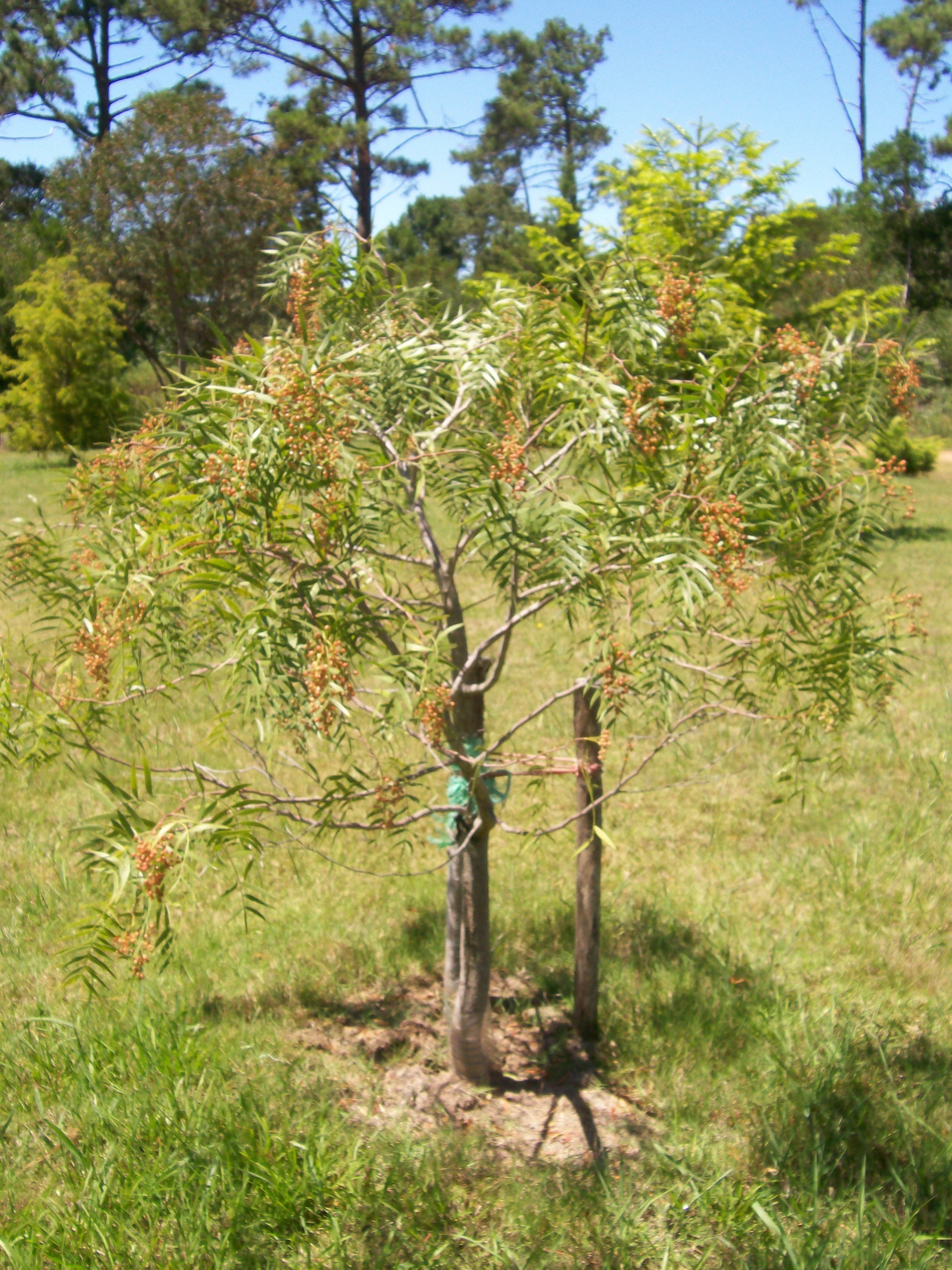
Un ejemplar cultivado en Maldonado, Uruguay.

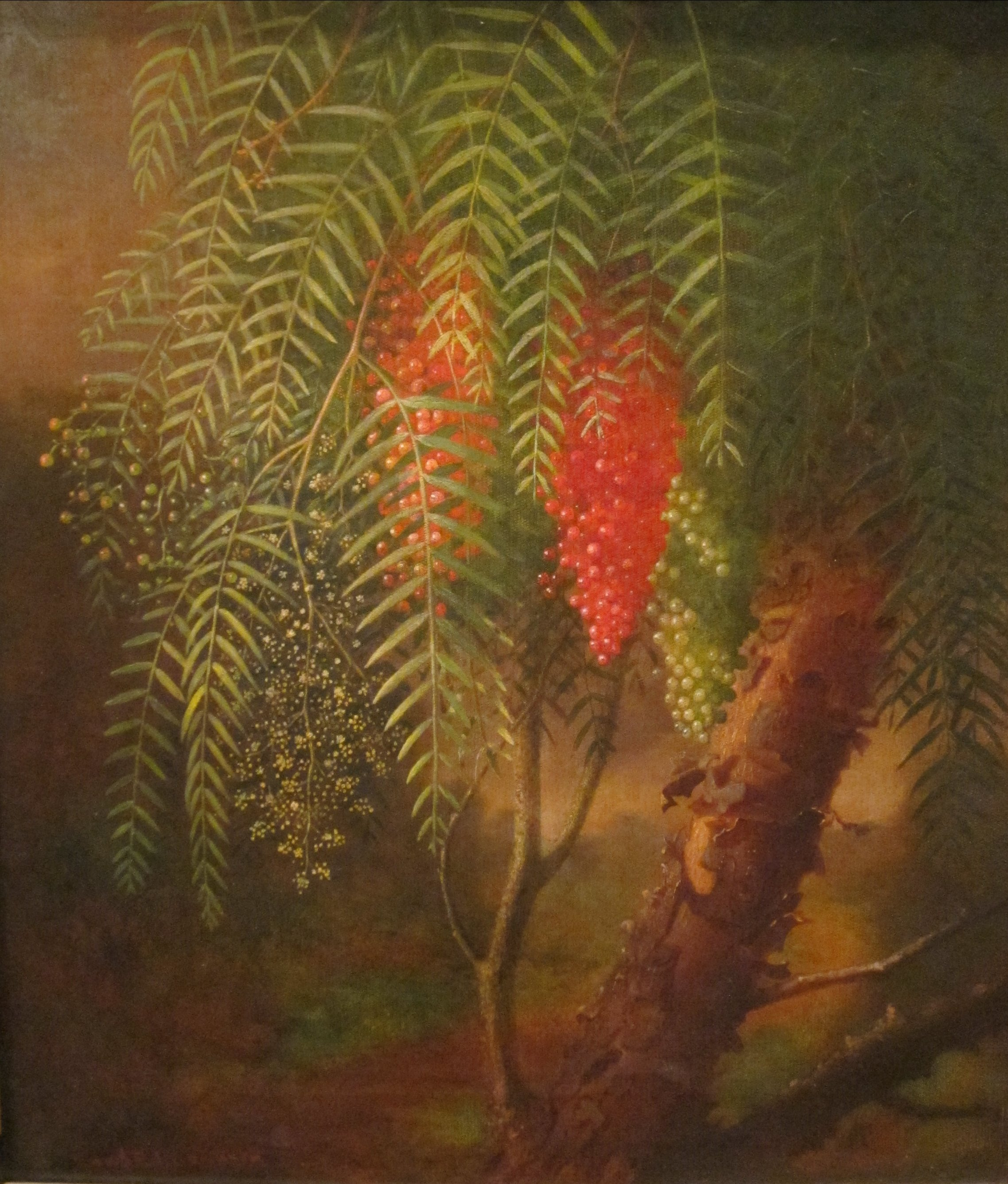
Pintura(OBRA DE ARTE) de Edward Edmondson

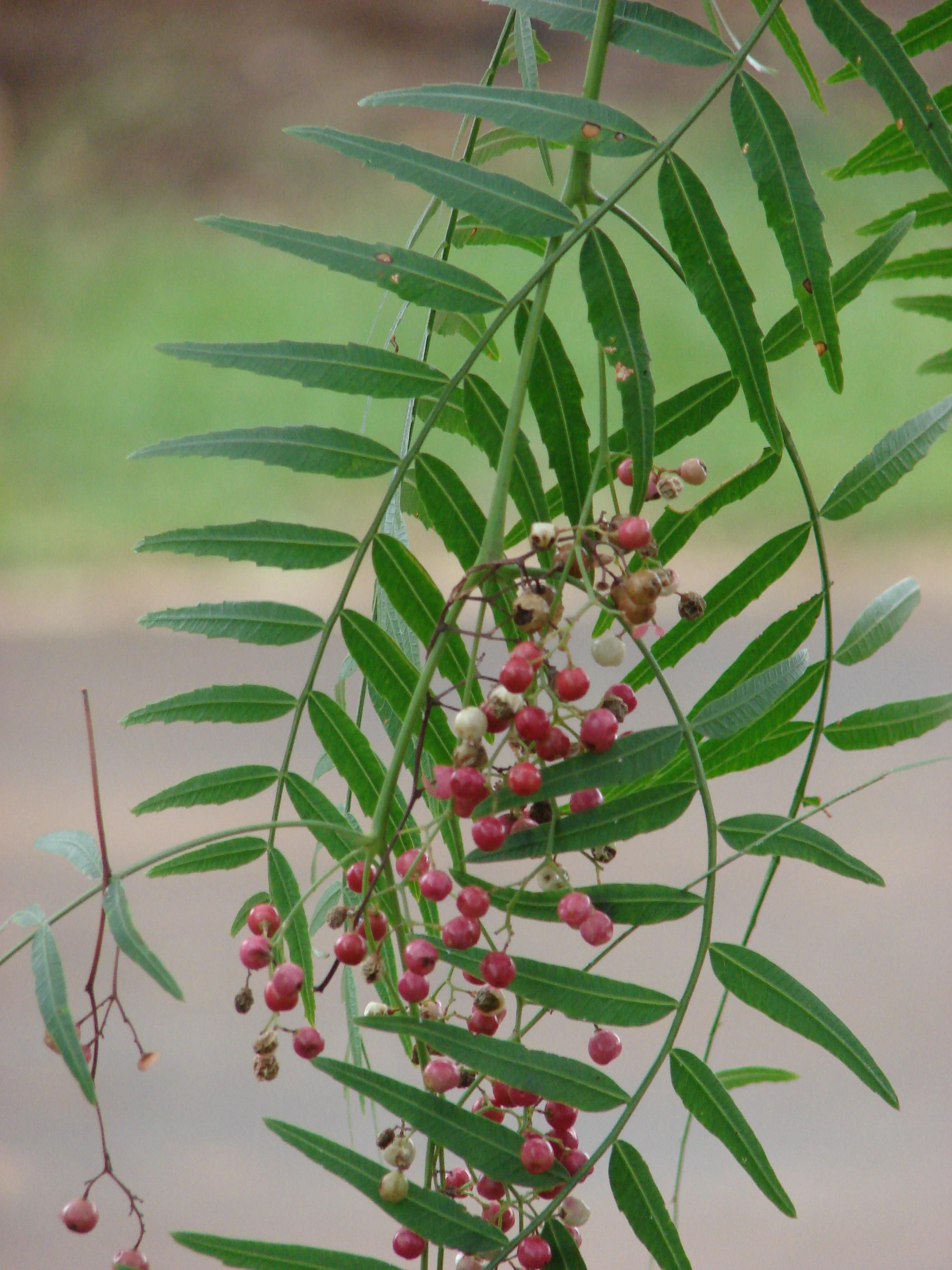
Hojas

## Descripción
Son árboles de tamaño pequeño a mediano, habitualmente de 6 a 8 m de altura, con registros de individuos de 25 metros de alto. El diámetro del tronco puede llegar hasta 50 cm, ramas colgantes, corteza exterior café o gris, muy áspera, exfoliante en placas largas, tricomas erectos o curvados, hasta 0.1 mm de largo, blanquecinos; plantas dioicas. Hojas alternas, siempre verdes o caducas, imparipinnadas o paripinnadas, 9–28 cm de largo, 11–39-folioladas; folíolos opuestos a alternos, estrechamente lanceolados, 1.3–5.1 cm de largo y 0.2–0.5 cm de ancho, ápice agudo, obtuso o redondeado, acumen mucronado a uncinado, base redondeada, obtusa o cuneada, oblicua, márgenes enteros a serrados, especialmente hacia el ápice, generalmente glabros, cartáceos. Inflorescencia terminal y axilar, pleiotirsos o fascículos, brácteas frondosas, de 10–25 cm de largo, glabra a escasamente pubescente, pedúnculo 0–3 cm de largo, pedicelos 1.3–2 mm de largo, articulados. Fruto globoso, de 5–7 mm de diámetro, exocarpo delgado, caduco, rosado a rojo-rosado cuando maduro, glabro, mesocarpo carnoso y resinoso, endocarpo óseo; semillas comprimidas, cotiledones planos.

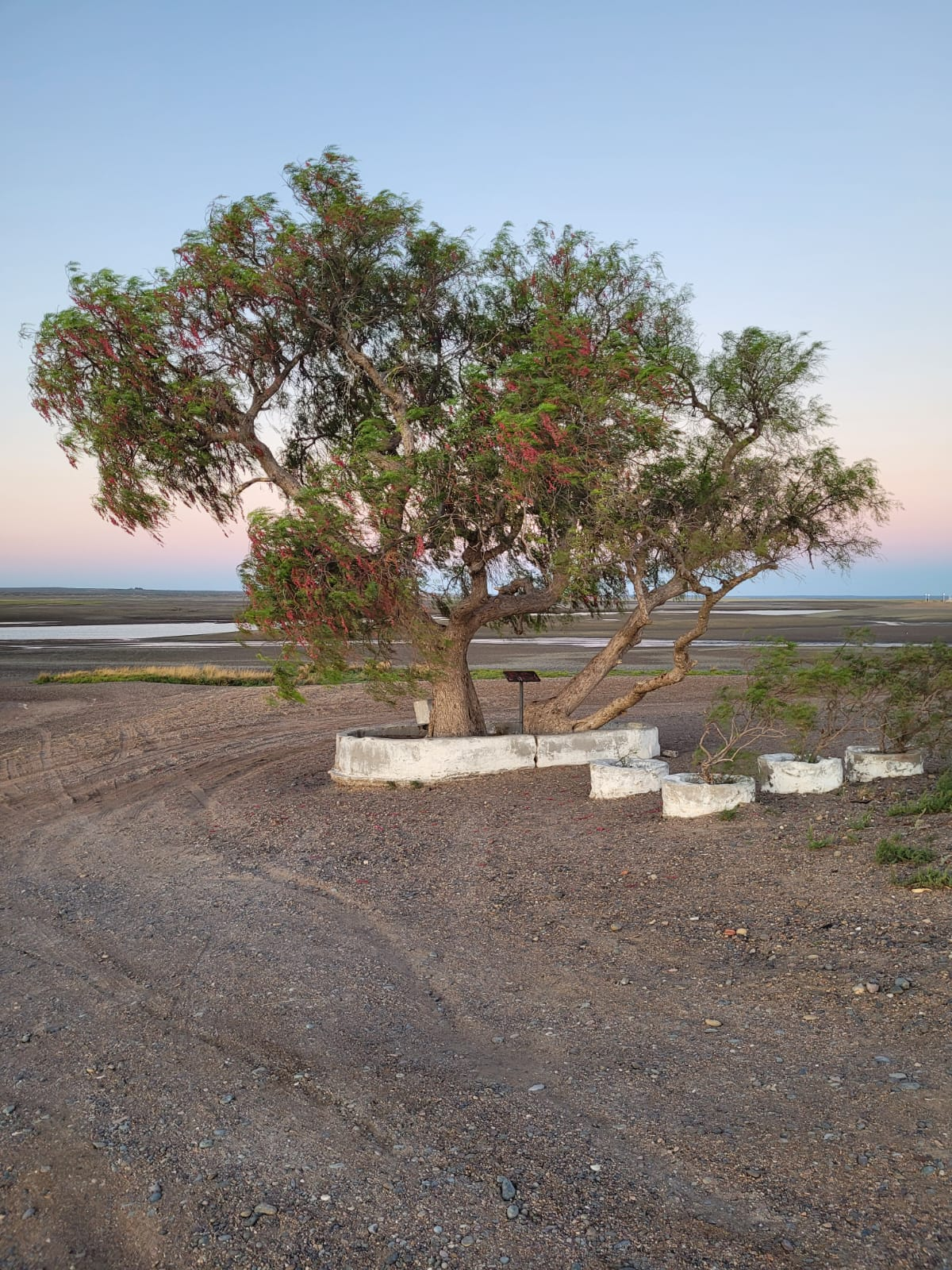
Arbolito de Salas, San Antonio Oeste, Río Negro

## Distribución
S. molle probablemente se origina en los Andes centrales y el Altiplano en lo que hoy es Perú, Chile, Bolivia y el noroeste de Argentina con amplia distribución en estos países y en el sur de Brasil, el Ecuador, Uruguay, y la Mesopotamia Argentina.
Es una especie tolerante a la sequía y a las altas temperaturas. Es longeva, resistente y perenne, aunque no aguanta bien las heladas. Por estas razones se cultiva en todo el mundo. En Europa se planta en parques, paseos y avenidas. En España es frecuente su cultivo en las provincias más cálidas, especialmente en el Levante y Andalucía. Ha llegado a ser un serio problema en muchos lugares del mundo por su carácter invasor, naturalizándose en los nuevos hábitats.
En África del sur, por ejemplo, S. molle ha invadido sabanas y pastizales y se ha expandido a lo largo de cunetas y canales de riego en ambientes semidesérticos. También se considera invasiva en gran parte de Australia, desde pastizales a bosques abiertos y áreas costeras. También en fincas abandonadas y junto a las vías del tren. En América del Norte, tanto S. molle como su pariente cercano Schinus terebinthifolius son particularmente dañinos en Florida y Hawái, y pueden encontrarse también en el sur de Arizona, sur de California, Texas, Luisiana, y Puerto Rico.

## Sistemática
Durante mucho tiempo, a una especie similar que se distribuye desde Perú y Chile, hasta el noroeste de la Argentina, estando asilvestrada en México, se la consideró sólo como una variedad de Schinus molle, llamándose por lo tanto: Schinus molle var. areira; hoy se la trata como especie plena: Schinus areira.

## Taxonomía
Schinus molle fue descrita por Carlos Linneo y publicado en Species Plantarum 1: 388–389. 1753.
Etimología
Schinus es el nombre griego del lentisco: arbolito perenne de esta misma familia;
molle: epíteto que recuerda a un antiguo nombre genérico para esta planta, utilizado por Tournefort, y deriva del nombre quechua mulli, no del latín molle ("flojo").
Variedades
- Schinus molle var. rusbyi

Sinonimia
- Schinus angustifolia Sessé & Moc.
- Schinus bituminosus Salisb.
- Schinus huigan Molina[9]
- Schinus molle var. argentifolius Marchand
- Schinus molle var. huigan (Molina) Marchand[9]
- Schinus molle var. huyngan (Molina) March.[9]
- Schinus occidentalis Sessé & Moc.[10]

## Importancia económica y cultural

### Uso medicinal
Se trata de una planta ampliamente utilizada por la medicina tradicional. A su corteza y resina se le han atribuido propiedades tónicas, antiespasmódicas y cicatrizantes y la resina es usada para aliviar las caries. Los frutos frescos en infusión se toman contra la retención de orina. Las hojas hervidas y los baños con el agua de las hojas en decocción, sirven como analgésico, cicatrizante y antiinflamatorio de uso externo, y las hojas secas expuestas al sol se usan como cataplasma para aliviar el reumatismo y la ciática.
En medicina folclórica las hojas y las flores se utilizan como cataplasmas calientes contra el reumatismo y otros dolores musculares. Las hojas en infusión junto con hojas de eucalipto, y en inhalaciones, son usadas para el alivio de afecciones bronquiales. Su resina encuentra parecidas aplicaciones con la almáciga.

### Estudios de citotoxicidad[13]
En el año 2018 se publicó en la revista científica Evidence-Based Complementary and Alternative Medicine, el resultado de la evaluación inmunotoxicológica de los aceites esenciales de Schinus molle L. en macrófagos y linfocitos. 
Después de extraer sus aceites esenciales a través de hidrodestilación, se caracterizaron utilizando cromatografía de gases con un sistema de detección de espectrometría de masas. 
Los componentes de sus aceites esenciales están descritos en la siguiente tabla:
| Componentes Mayoritarios | Porcentaje   |
| ------------------------ | ------------ |
| α- Pineno                | 23.49 ± 0.2  |
| Sabineno                 | 11.36 ± 0.14 |
| Bicyclogermacreno        | 10.13 ± 0.08 |
| Limoneno                 | 9.02 ± 0.09  |
| Spathulenol              | 6.59 ± 0.17  |
| β- Pineno                | 6.09 ± 0.54  |
| β- caryophylleno         | 5.28 ± 0.36  |

De todos sus componentes destaca: el α pineno, por ser su componente mayoritario y el verbeneno que demostró ser citotóxico en altas concentraciones. Sin embargo, un importante descubrimiento es que los aceites esenciales de Schinus molle activan el sistema inmunológico.

### Farmacología
Se han confirmado sus propiedades analgésicas, antiinflamatorias, antitumorales, antifúngicas, antivirales, antibacterianas, insecticidas y repelentes.

### Uso ritual
Durante el imperio Wari (600 d. c. a 1000 d. c.), la chicha de molle elaborada con base en las drupas del árbol del molle se utilizó como ofrenda. En Cerro Baúl, un sitio arqueológico wari, se ha encontrado una instalación de 500 m² dedicado a la elaboración de bebida fermentada.

### Otros usos
La semilla se emplea como «pimienta roja». Al frotarse en la piel genera una sustancia que aleja a los mosquitos. De las hojas y la corteza se extrae un aceite esencial (bálsamo) el cual es utilizado en dentífricos, perfumes y jabones como materia prima industrial. Las hojas se emplean también en la obtención de tintes naturales para tejidos en la región andina.

## Nombres comunes
Se conoce a esta especie con los nombres de
- Molle, mulli, en Perú, Chile y Bolivia[17]
- Molle, molli, aguaribay, cuyash o kullashz, falsa pimienta, huaribay en Perú.[18]
- Aguaribay o gualeguay en el litoral de Argentina;[19]
- Anacahuita en Uruguay;[19]
- Molle, pimiento en Chile;[20][21]
- Pirul en México;[22]
- Árbol del Perú, jocotillo extranjero, pimienta de California, pimentillo, pimiento en El Salvador.[23]
- En España: falso pimentero,[24] lentisco, molle, muelle, pimentero, pimentero de América, pimentero de Américo, pimentero falso, pimiento falso, árbol de la pimienta, árbol de pimienta, árbol de pimiento, sauce pimienta.[25]

### Genérica
- Demaio, Pablo; Karlin, Ulf Ola; Medina, Mariano. 2002. Árboles Nativos del Centro de Argentina. 1.ª ed. 210 pp. ISBN 950-9725-51-X.
- Girault, Louis 1987. "Mulli, Molle, Árbol de la vida"; Kallawaya, curanderos itinerantes de los Andes: 409. UNICEF - OPS - OMS. La Paz: Quipus, pp. 288-292.
- Goldstein, David John; Coleman, Robin Christine (2004). [0523:SMLACP2.0.CO;2.short «Schinus Molle L. (Anacardiaceae) Chicha Production in the Central Andes»]. Economic Botany (en inglés) 58 (4): 523-529. ISSN 0013-0001. doi:10.1663/0013-0001(2004)058[0523:SMLACP]2.0.CO;2. Consultado el 7 de mayo de 2019. (enlace roto disponible en Internet Archive; véase el historial, la primera versión y la última).

- Kramer, Fritz L. (1957). «The pepper tree,Schinus molle L.». Economic Botany (en inglés) 11 (4): 322-326. ISSN 1874-9364. doi:10.1007/BF02903811. Consultado el 7 de mayo de 2019.

### Usos forestales no maderables
- Acero D, Luis Enrique. 2000. Árboles, gentes y costumbres. Universidad Distrital Francisco José de Caldas. Colombia
- Acero D, Luis Enrique. 2007. Plantas útiles de la cuenca del Orinoco. Colombia
- Herrera, L. & L. Urrego. 1996. Atlas de polen de plantas útiles y cultivadas de la Amazonía colombiana. Estudios en la Amazonía Colombiana Tomo XI. TROPEMBOS Colombia.
- Gupta, M. 270 Plantas Medicinales Iberoamericanas. Programa Iberoamericano de Ciencia y Tecnología para el Desarrollo, (CYTED) - Convenio Andrés Bello (SECAB). Santafé de Bogotá, D.C., Colombia. 1995.
- La Rotta, Constanza. Estudio etnobotánico de las especies utilizadas por la comunidad Miraña. WWF, Fen – Colombia.1984.
- Mahecha G., Ovalle A., Camelo D., Rozo A., Barrero D. (2004) Vegetación del territorio CAR. 450 especies de sus llanuras y montañas. Bogotá, Colombia 871pp
- Pérez Arbeláez, E. 1996. Plantas Útiles de Colombia. Edición de centenario. Colombia.
- López-C. R., Navarro-L. J. A., Montero-G. M. I., Amaya-V. K., Rodríguez-C. M. Manual de identificación de especies no maderables del corregimiento de Tarapacá, Colombia. 2006.
- Vargas, William G. Guía ilustrada de las plantas de las montañas del Quindío y los Andes Centrales. Colección: Ciencias Agropecuarias. Manizales: Universidad de Caldas, marzo de 2002. 813p. Colombia.
- Lojan Idrobo, Leoncio. El verdor de los Andes. Proyecto Desarrollo Forestal Participativo de los Andes. Ecuador. 1992.

### Estudios farmacológicos
- Doleski Muhd, Paulo Steider; Ferreira Cuelho, Camila Helena; Calil Brondani, Juliana; Palermo Manfron, Melânia (2015). «Chemical composition of the Schinus molle L. essential oil and their biological activities». Revista Cubana de Farmacia (en inglés) 49 (1): 132-143. ISSN 1561-2988. Consultado el 7 de mayo de 2019.

- Martins, Maria do Rosário; Arantes, Silvia; Candeias, Fátima; Tinoco, Maria Teresa; Cruz-Morais, Júlio (2014). «Antioxidant, antimicrobial and toxicological properties of Schinus molle L. essential oils». Journal of Ethnopharmacology (en inglés) 151 (1): 485-492. doi:10.1016/j.jep.2013.10.063. Consultado el 7 de mayo de 2019.

- Bendaoud, Houcine; Romdhane, Mehrez; Souchard, Jean Pierre; Cazaux, Sylvie; Bouajila, Jalloul (2010). «Chemical Composition and Anticancer and Antioxidant Activities of Schinus Molle L. and Schinus Terebinthifolius Raddi Berries Essential Oils». Journal of Food Science (en inglés) 75 (6): C466-C472. doi:10.1111/j.1750-3841.2010.01711.x. Consultado el 7 de mayo de 2019.
- Deveci, Onder; Sukan, Artun; Tuzun, Nedim; Kocabas, E. Esin Hames (2010). «Chemical composition, repellent and antimicrobial activity of Schinus molle L.». Journal of Medicinal Plants Research 4 (21): 2211-2216. ISSN 1996-0875. Consultado el 7 de mayo de 2019.

- Ferrero, Adriana Alicia; Stefanazzi, Natalia; Benzi, Verónica Soledad (2009). Biological activity of essential oils from leaves and fruits of pepper tree (Schinus molle L.) To control rice weevil (Sitophilus oryzae L.). ISSN 0718-5820. doi:10.4067/S0718-58392009000200004. Consultado el 7 de mayo de 2019.

- Machado, Daniele G.; Bettio, Luis E.B.; Cunha, Mauricio P.; Santos, Adair R.S.; Pizzolatti, Moacir G.; Brighente, Inês M.C.; Rodrigues, Ana Lúcia S. (2008). «Antidepressant-like effect of rutin isolated from the ethanolic extract from Schinus molle L. in mice: Evidence for the involvement of the serotonergic and noradrenergic systems». European Journal of Pharmacology (en inglés) 587 (1-3): 163-168. doi:10.1016/j.ejphar.2008.03.021. Consultado el 7 de mayo de 2019.

- Díaz, Cecilia; Quesada, Silvia; Brenes, Oscar; Aguilar, Gilda; Cicció, José F. (2008). «Chemical composition of Schinus molle essential oil and its cytotoxic activity on tumour cell lines». Natural Product Research (en inglés) 22 (17): 1521-1534. ISSN 1478-6419. doi:10.1080/14786410701848154. Consultado el 7 de mayo de 2019.

- Machado, Daniele G.; Kaster, Manuella P.; Binfaré, Ricardo W.; Dias, Munique; Santos, Adair R.S.; Pizzolatti, Moacir G.; Brighente, Inês M.C.; Rodrigues, Ana Lúcia S. (2007). «Antidepressant-like effect of the extract from leaves of Schinus molle L. in mice: Evidence for the involvement of the monoaminergic system». Progress in Neuro-Psychopharmacology and Biological Psychiatry (en inglés) 31 (2): 421-428. doi:10.1016/j.pnpbp.2006.11.004. Consultado el 7 de mayo de 2019.

- Yueqin, Zeng; Recio, M. Carmen; Máñez, Salvador; Giner, Rosa M.; Cerdá-Nicolás, M.; Ríos, José-Luis (2003). «Isolation of Two Triterpenoids and a Biflavanone with Anti-Inflammatory Activity from Schinus molle Fruits». Planta Medica (en inglés) 69 (10): 893-898. ISSN 0032-0943. doi:10.1055/s-2003-45096. Archivado desde el original el 7 de junio de 2018. Consultado el 7 de mayo de 2019.

- Barrachina, M. D.; Bello, R.; Martínez-Cuesta, M. A.; Primo-Yúfera, E.; Esplunges, J. (1997). «Analgesic and central depressor effects of the dichloromethanol extract fromSchinus molle L.». Phytotherapy Research (en inglés) 11 (4): 317-319. ISSN 0951-418X. doi:10.1002/(SICI)1099-1573(199706)11:43.0.CO;2-M. Consultado el 7 de mayo de 2019.

- Husain, A.; Naqvi, A. A.; Dikshit, A. (1986). «Schinus molle: a new source of natural fungitoxicant.». Appl. Environ. Microbiol. (en inglés) 51 (5): 1085-1088. ISSN 0099-2240. PMID 3729389. Consultado el 7 de mayo de 2019.

### Chicha de molle
- Williams, Patrick Ryan; Nash, Donna J.; Henkin, Joshua M.; Armitage, Ruth Ann (2019). «Archaeometric Approaches to Defining Sustainable Governance: Wari Brewing Traditions and the Building of Political Relationships in Ancient Peru». Sustainability (en inglés) 11 (8): 1-16. Consultado el 7 de mayo de 2019.

- Sayre, Matthew; Goldstein, David; Whitehead, William; Williams, Patrick (2012). «A marked preference». Ñawpa Pacha (en inglés) 32 (2): 231-258. ISSN 0077-6297. doi:10.1179/naw.2012.32.2.231. Consultado el 7 de mayo de 2019.